# Улица Мясищева
Улица Мяси́щева — улица в Западном административном округе Москвы в районе Филёвский Парк, в Филёвской пойме. Проходит с востока на запад от Филёвского бульвара до берега реки Москвы, где снова упирается в Филёвский бульвар. Находится между территорией ГКПНЦ им. Хруничева и Филёвским бульваром.

## Общие сведения
По сути своей улица Мясищева находится как бы на полуострове, поскольку от остального города её отделяет Москва-река и ГКНПЦ им. Хруничева. До открытия в декабре 2024 года автомобильного моста попасть на эту улицу на автомобиле можно было только по одной дороге. Пешком можно также пройти вдоль берега реки в основной массив Филёвского парка.
Улица начинается от Филёвского бульвара около северной проходной ГКПНЦ им. Хруничева и заканчивается опять упираясь в Филёвский бульвар. Эти две улицы образуют, как бы круговое движение по территории Филёвской поймы.
По улице Мясищева значатся два домовладения: 2 (многоярусный гараж) и 2, строение 1 (универсам «Магнит»). Остальные домовладения числятся по Филёвскому бульвару.
В начале улицы на стене первого пятиэтажного многоярусного гаража со стороны улицы Мясищева находится мемориальная доска в честь В. М. Мясищева.

## История
Прежнее название — Проектируемый проезд N 1370. 9 сентября 2003 года названа в честь советского авиаконструктора, генерального конструктора ОКБ-23 Владимира Михайловича Мясищева.
На месте улицы Мясищева, как и на месте Филёвского бульвара раньше находился аэродром.
Эта улица проектировалась, как связующее звено между предполагаемыми мостами через реку Москву: один между Нижними Мнёвниками и Филёвской поймой; другой между Филёвской поймой и Шмитовским проездом.
26 декабря 2024 года открылся автомобильный мост, который соединил улицу с северной частью Мнёвниковской поймы.

## Транспорт
По улице проходят автобусные маршруты № 73, 152 и 653.

### Ближайшие станции метро
Ближайшие станции метро — «Фили», «Багратионовская», «Мнёвники».